# Teclógica
A Teclógica é uma software house brasileira, sediada em Blumenau, no estado de Santa Catarina, presente no ramo de informática no Brasil.
Com 20 Anos de mercado está posicionada para atuar como extensão das estruturas e estratégias de TI dos clientes. Certificada nas principais tecnologias e grandes parcerias complementam o negócio.
Possui atuação Nacional como projetos desenvolvidos para clientes na América Latina. Com 10 anos de experiência em projetos de Mobilidade Corporativa, possui soluções e projetos desenvolvidos nas áreas de Construção, SAP, Comunicação Corporativa e Gestão de Equipes em Campo (Suporte, Manutenção e Comercial).

## História
1994 - A empresa é fundada por ex-funcionários da Souza Cruz, após o outsourcing realizado pela companhia de tabaco nas áreas de tecnologia da informação
1998 - É criada a primeira Fábrica de Software, para projetos de soluções inéditos no mercado.
2008 - Criada a Universidade Teclógica que passa a oferecer para clientes e colaboradores, treinamento, atualização e especialização do conhecimento.
2009 - Recebe certificação CMMI nível 2 for Development
2011 - Lançamento da plataforma de Mobilidade, a [], que foi projetada para a criação de aplicativos móveis, que permitam a ampliação ou extensão de necessidades das mais diversas áreas de negócio.
2011 - Agregado ao portfólio novos serviços de infraestrutura, como [Digital] e [Corporativa.]
2012 - Recebe certificação CMMI nível 2 for Services
2012 - Nasce o [Construção], aplicativo móvel, especifico para o canteiro de obras.
2013 - Ampliação do portfolio com soluções SAP com a incorpora a empresa Tridmen.
2013 - Foi reconhecida como [fornecedor de TI] pelo Grupo AES Brasil. 
2014 - Completa 20 anos oferecendo serviços de TI.